# Sclerogryllus tympanalis
Sclerogryllus tympanalis är en insektsart som beskrevs av Yin, Haisheng och Xiangwei Liu 1996. Sclerogryllus tympanalis ingår i släktet Sclerogryllus och familjen syrsor. Inga underarter finns listade i Catalogue of Life.